# L’Atzúbia
L’Atzúbia község Spanyolországban, Alicante tartományban. Lakosainak száma 594 fő (2024). L’Atzúbia Pego, La Vall d’Ebo, Vall de Gallinera, Oliva és Villalonga községekkel határos.

## Népesség
A település lakosságának változását az alábbi diagram mutatja:
| Lakosok száma | 570  | 635  | 627  | 693  | 730  | 627  | 689  | 632  | 609  | 594  |
|               | 2001 | 2004 | 2006 | 2009 | 2011 | 2014 | 2016 | 2019 | 2021 | 2024 |